# Carl Julius Adolph Hugo Hoffmann
Carl Julius Adolph Hugo Hoffmann (* 16. Februar 1801 in Ratibor; † 24. Juli 1843 in Oppeln, Provinz Schlesien) war ein deutscher Komponist der Klassik aus Schlesien. Neben seinen zahlreichen Kompositionen wurde sein biografisches Lexikon Die Tonkünstler Schlesiens zu seinem wichtigsten Werk. Seinen Lebensunterhalt verdiente er als Chorleiter und Gesangslehrer in Oppeln.

## Leben

### Kindheit
C. J. A. H. Hoffmann war Sohn von Franz Hoffmann (1767–1823), der als Lehrer an der katholischen Stadtschule und Kantor in Ratibor arbeitete. Von ihm erhielt er auch seine erste musikalische Bildung. Bereits mit elf Jahren begann er zu komponieren, zumeist Stücke geistlichen Inhalts, von denen einige in der örtlichen Pfarrkirche aufgeführt wurden.

### Studium
1815 kam er auf das katholische Michaelis-Konvikt in Breslau und besuchte das Matthias-Gymnasium, wo Bernhard Hahn Musiklehrer war. 1819 wurde Hoffmann Choralpräfekt. 1821 begann er in Breslau das Studium der Philologie und Kirchenmusik u. a. bei Joseph Ignaz Schnabel und Friedrich Wilhelm Berner. Dabei erlernte er auch die Methoden der wissenschaftlichen Arbeit. Ebenfalls nahm er an den Breslauer Winterkonzerten teil. 1822 gründete Hoffmann einen akademischen Musikverein, den er bis 1927 leitete. Die Einnahmen aus den Auftritten in der Aula Leopoldina kamen der studentischen Krankenkasse zugute.

### Reisen
1823 unternahm Hoffmann eine musikalische Reise durch Deutschland. Dabei lernte er Johann Gottlob Schneider in Görlitz, Karl Maria von Weber in Dresden, Heinrich August Matthäi in Leipzig und Louis Spohr in Kassel kennen. Zwei Jahre später bereiste er das Rheinland, wobei er auch seinen Landsmann, Carl Wilhelm Ferdinand Guhr in Frankfurt am Main besuchte und wohnte dem großen Musikfest zu Aachen bei. Zusammen mit seinem Lehrer, J. I. Schnabel, reiste er 1826 nach Dresden und machte dabei Bekanntschaft mit Francesco Morlacchi und anderen bekannten Persönlichkeiten der Musikwelt jener Zeit.

### Wirken
1827 folgte Hoffmann dem Ruf des Grafen von Reichenbach nach Goschütz, wo er sein Privatorchester leiten sollte. Als aber 1828 in Oppeln der bekannte Gymnasialgesangslehrer Franz Luge, starb, bemühte er sich um dessen Nachfolge. 1830 wurde er zum Chorleiter an der katholischen Hauptkirche in Oppeln bestellt. Um einen fähigen Sängernachwuchs zu bilden, gründete er in Oppeln ein privates Institut für künftige Kantoren und Organisten, dessen Statuten Hoffmann 1830 drucken ließ. Bis zu seinem frühen Tod arbeitete er in Oppeln als Komponist, Gesangslehrer, Chordirektor, Dirigent der Winterkonzerte und Musikschriftsteller. Er steuerte auch die Musik für die meisten Lieder des katholischen Gesangsbuchs für das Oppelner Land (Ausgabe 1829/30) bei. Seine Werke signierte er meist mit dem Kürzel „C. J. A. H. Hoffmann“.

## Werke

### Schriften
- Freimütige Bemerkungen eines Virtuosen und Erinnerungen aus meinem musikalischen Wanderleben. In: Schlesische Blätter. Jg. 1828–29.
- Die Tonkünstler Schlesiens : ein Beitrag zur Kunstgeschichte Schlesiens vom Jahre 960 bis 1830 .... Aderholz, Breslau 1830 (archive.org).
- Sammlung vierstimmiger Gesänge beim öffentlichen Gottesdienst auf catholischen Gymnasien. In: Schlesische Blätter. Jg. 1830–31.
- Der musikalische Ritus in der catholischen Kirche Schlesiens. In: Zeitschrift für katholische Theologie. 1832
- Der Musikunterricht auf den höheren Bildungsanstalten mit besonderer Bezugnahme auf die schlesischen Gymnasien. In: Schlesische Provinzialblätter. Aug., Sept., Okt. 1832.
- Nachrichten über das Musikwesen in Oppeln. In: Eutonia. 1/1829 201 f., 2/1829 163 f., 8/1833 S. 233 ff.
- Gesangslehre – Ein Leitfaden für Stadtschulen und Gymnasien. In: Schlesische Provinzialblätter. August 1834.

### Kompositionen
- 5 Messen
- 25 Hymnen
- 8 Offertorien
- 8 Kantaten
- 2 Motetten
- 7 Psalmen
- 1 Vesper
- 1 Litanei
- 1 Satz Stationen für Fronleichnahmsstationen
- 37 Lieder mit Klavierbegleitung
- 2 Choralsammlungen
- 8 Grabgesänge mit Begleitung von Blasinstrumenten
- 1 Ouvertüre
- 10 große Chöre
- 22 vierstimmige Männergesänge
- 3 Operetten
- 1 Melodram
- 1 Ballett für Orchester
- 2 Klaviersonaten
- 4 Sätze Klaviervariationen
- 4 Märsche für Janitscharenmusik
- 1 Ballade
- Große Szene und Duo für Alt und Bass
- 4 große Arien mit Orchesterbegleitung
- 3 Chöre für Polterabende
- 4 Vierstimmige Lieder ohne Begleitung
- 3 Konzerte für Horn
- 1 Konzert für Pianoforte
- Antwort auf Beethovens Sehnsuchtswalzer
- Lied am Grabe eines studierten Jünglings
- 4 Minnelieder aus den Zeiten der Minnesänger
- 3 Lieder von Albert Graf von Schlippenbach für eine Singstimme mit Begleitung des Pianoforte
- 2 große Polonaisen für Klavier
- 4 Polonaisen für großes Orchester